# Kotra (ort)
Kotra är en ort i Indien.   Den ligger i distriktet Jālaun och delstaten Uttar Pradesh, i den centrala delen av landet, 400 km sydost om huvudstaden New Delhi. Kotra ligger 155 meter över havet och antalet invånare är 8 534.
Terrängen runt Kotra är platt. Runt Kotra är det ganska tätbefolkat, med 207 invånare per kvadratkilometer. Det finns inga andra samhällen i närheten. Trakten runt Kotra består till största delen av jordbruksmark.